# Danimarca ai Giochi della XXXIII Olimpiade
La Danimarca ha partecipato ai Giochi della XXXIII Olimpiade, svoltisi a Parigi dal 26 luglio all'11 agosto 2024, con una delegazione di 134 atleti, 60 uomini e 75 donne, in 20 sport e 23 discipline.

## Delegazione
| Sport            | Uomini | Donne | Totale |
| ---------------- | ------ | ----- | ------ |
| Atletica leggera | 1      | 3     | 4      |
| Badminton        | 5      | 4     | 9      |
| Canoa/kayak      | 5      | 2     | 7      |
| Canottaggio      | 1      | 15    | 16     |
| Ciclismo         | 10     | 10    | 20     |
| Equitazione      | 3      | 3     | 6      |
| Golf             | 2      | 2     | 4      |
| Judo             | 0      | 1     | 1      |
| Lotta            | 1      | 0     | 1      |
| Nuoto            | 0      | 7     | 7      |
| Pallamano        | 17     | 17    | 34     |
| Pugilato         | 1      | 0     | 1      |
| Skateboard       | 1      | 0     | 1      |
| Taekwondo        | 1      | 0     | 1      |
| Tennis           | 1      | 2     | 3      |
| Tennistavolo     | 4      | 0     | 4      |
| Tiro             | 1      | 2     | 3      |
| Tiro con l'arco  | 0      | 1     | 1      |
| Triathlon        | 1      | 1     | 1      |
| Vela             | 5      | 4     | 9      |
| Totale           | 59     | 75    | 134    |